# Christopher Wilder
Christopher Bernard Wilder (ur. 13 marca 1945, zm. 13 kwietnia 1984) – amerykański seryjny morderca.  

## Życiorys
Urodzony w Australii, uprowadził i zgwałcił 10 kobiet, 7 z nich zabił. Czynów tych dopuścił się w 1984 roku, przemierzając USA. Jego mordercza trasa rozpoczęła się w stanie Floryda i była kontynuowana poprzez stany Teksas, Oklahoma, Nevada, Kalifornia i Nowy Jork. 13 kwietnia został zauważony przez dwójkę policjantów na stacji benzynowej w stanie New Hampshire, podczas próby aresztowania Christopher Wilder sięgnął do samochodu po broń, oddając jeden strzał przestrzelił sobie serce. Zmarł na miejscu oraz zranił lekko funkcjonariusza policji. Był również podejrzewany o zamordowanie dwóch nastolatek na plaży Wanda Beach w Australii.

## Sposób działania
Christopher Wilder podawał się za fotografa, zachęcał młode i atrakcyjne kobiety do wzięcia udziału w jego sesji. Działał głównie w centrach handlowych, oraz na ich parkingach. Gdy już udało mu się zwabić ofiarę w pobliże swojego samochodu, uderzał i obezwładniał ją.
Wilder poddawał ofiary torturom, np. nacinał je nożem, raził prądem. Następnie ofiary były gwałcone i – jeśli nie udało się im uciec – mordowane.